# Oohyo
 (mai 2020).
Woo Hyo-eun (hangeul : 우효은), connue sous le nom d'Oohyo (hangeul : 우효), est une chanteuse sud-coréenne née le 20 mars 1993 et basée à Londres.

## Carrière
Oohyo se fait connaître en mai 2014 avec son premier EP, Girl Sense. Cet EP comporte 8 chansons, dont 5 sont en anglais.
Elle sort son premier album, Adventure, en octobre 2015, qui comporte à nouveau des morceaux en coréen et en anglais. Cet album est nommé à trois reprises lors de la 13e édition des Korean Music Awards en 2016.
Elle a collaboré avec le groupe de rock indépendant britannique Belle and Sebastian à l'occasion de son single Dandelion, sorti en 2017.
La même année, elle écrit le titre SONAGI, qui fera partie de la bande originale de la série dramatique sud-coréenne Stranger.
Le deuxième album d'Oohyo, Far from the Madding City, sort en avril 2019. Il est nommé dans la catégorie Meilleur album des Korean Music Awards en 2020. Cet album comporte des titres réalisés en collaboration avec d'autres artistes, notamment starRo et Tony Doogan.

## Discographie

### Albums studio
- 2019 : Far From the Madding City (성난 도시로부터 멀리), Mun Hwa In, kakao M
- 2015 : Adventure (어드벤처), Mirrorball Music

### EP
- 2014 : Girl Sense (소녀감성), Mirrorball Music

### Singles
- 2019 : Butter Chicken
- 2018 : Honey Tea
- 2018 : Papercut
- 2017 : Dandelion
- 2017 : PIZZA
- 2016 : Youth
- 2015 : Friday (금요일)